# Rio Este
O rio Este é um rio português que nasce nas proximidades da cidade de Braga e que desagua no rio Ave. 
O nome atribuído ao rio deve-se ao facto de nascer num vale a Este de Braga, conhecido por vale de Este. Nasce a Este de freguesia de São Mamede de Este no concelho de Braga, entre a Serra do Carvalho e a Serra dos Picos. 
Percurso -Este S.Mamede , Este S.Pedro , Tenoes , S.Vitor, S.Lazaro, Maximinos,  Ferreiros, Lomar, Celeiros ,Vimieiro, Priscos , Ruilhe e Arentim ( Braga) , Cambeses, Nine, Louro , Minhotães e Gondifelos (Famalicão),  Balazar ( Póvoa de Varzim). Já no concelho de Vila do Conde, atravessa Arcos, Junqueira, Touguinhó, para desaguar na margem direita do rio Ave, 4 km a montante de Vila do Conde, na freguesia de Touguinha.
Os romanos chamaram-lhe Rio Alestes.
Agostinho Rebelo da Costa menciona na sua obra, Descrição topográfica e histórica da Cidade do Porto de 1789, que o rio, então chamado Deste, sofreu uma forte inundação a 30 de junho de 1779, matando 32 pessoas e provocando vários estragos, como o arranque de árvores e destruição de casas, moinhos e azenhas, assim como levando à perda de gado e campos de cultivo.